# Центральный депозитарий Армении
Центральный депозитарий Армении (арм. Հայաստանի կենտրոնական դեպոզիտարիա, ЦДА) — центральный депозитарий Армении, созданный в 1996 году. ЦДА является одним из старейших участников рынка ценных бумаг Армении. Штаб-квартира ЦДА находится в Ереване. Регулирующим органом ЦДА является Центральный банк Армении. ЦДА является полноправным членом Федерации евро-азиатских фондовых бирж.

## История
Центральный депозитарий Армении был основан 1 октября 1996 года. Первоначально он назывался Национальный централизованный реестр, но в апреле 1999 года был переименован в Центральный депозитарий Армении. В августе 2000 года ЦДА стал полноправным членом Международной ассоциации фондовых бирж, в которую входят 20 организаций-членов из стран СНГ.
В ноябре 2007 года шведский биржевой оператор OMX и Центральный банк Армении заключили соглашение о приобретении акций ЦДА и Армянской фондовой биржи. В 2008 году американская компания Nasdaq приобрела ЦДА. В январе 2008 года переговоры были завершены, и ЦДА полностью перешёл в собственность Nasdaq OMX Group.
В июне 2009 года ЦДА стал ассоциированным членом Ассоциации национальных нумерованных агентств (АННА). В 2014 году ЦДА получил статус полноправного члена АННА.
В 2009 году Армянская фондовая биржа приобрела 100 % акций ЦДА.
В декабре 2010 года ЦДА присоединился к международной системе SWIFT. В 2011 году подписал соглашение о сотрудничестве с Национальным расчетным депозитарием России. Также в 2011 году ЦДА организовал совместную конференцию Европейской ассоциации центральных депозитариев ценных бумаг и Международной ассоциации бирж стран СНГ. Это было первое совместное мероприятие двух региональных фондовых бирж и ассоциаций депозитариев, которое проходило в Ереване.
В июле 2016 года Clearstream открыла прямое сообщение с рынком Армении, что сделало Армению 56-м участником сети. В компании заявили, что это расширение стало важной вехой для Кавказского региона.
В 2016 году ЦДА подписал соглашение о сотрудничестве с Центральным депозитарием Республики Беларусь. В 2019 году ЦДА подписал меморандум о взаимопонимании с Центральным депозитарием Кыргызстана.
В 2019 году Армянская биржа ценных бумаг и Центральный депозитарий Армении получили сертификаты ISO 9001:2015 и ISO/IEC 27001:2013. В 2022 году Армянская фондовая биржа и Центральный депозитарий Армении успешно прошли ресертификацию по стандартам ISO 27001 и ISO 9001.
В сентябре 2020 года в Ереване состоялась Международная конференция Ассоциации центральных депозитариев Евразии.
В июне 2021 года Центральный депозитарий Армении запустил приложение «CDA Online», которое сделало депозитарные услуги доступными для инвесторов в онлайн-режиме. В августе 2021 года через приложение CDA Online впервые было проведено собрание акционеров и электронное голосование Акба Банка.
В декабре 2021 года ЦДА подписал меморандум о сотрудничестве с Национальным депозитарием Украины.
28 июня 2022 года Варшавская фондовая биржа приобрела 65,03 % акций Армянской фондовой биржи, таким образом став также конечным бенефициаром Центрального депозитария Армении.

## Услуги
ЦДА предоставляет акционерам услуги по ведению реестра акционерных обществ, а также услуги по открытию и ведению кастодиальных счетов для корпоративных и индивидуальных клиентов. Основная цель ЦДА — стать эффективным клиринговым и расчетным центром путём внедрения передового международного опыта на армянском рынке и предоставления трансграничных финансовых услуг, выступая в качестве шлюза между региональными экономиками.

## Менеджмент
Ваган Степанян занимает пост генерального директора ЦДА с апреля 2006 года.